# OVW Southern Tag Team Championship
Le OVW Southern Tag Team Championship est un titre de catch masculin par équipe de la Ohio Valley Wrestling.

## Histoire
Le OVW Southern Tag Team championship a été créé en 1997, les premiers champions sont Nick Dinsmore & Flash Flanagan à Jeffersonville, Indiana. 
Le plus long règne est de 183 jours avec The Blonde Bombers (Chad et Tank Toland). 
Le plus court règne est de 0 jours avec Adrenaline (Chris Cage & Tank Toland) & Colt Cabana & Charles Evans. 
Les champions à avoir eu le plus de règnes en solo sont Rob Conway & Nick Dinsmore avec 11 règnes. 
L'équipe à avoir eu le plus de règne est The Lords of the Ring (Rob Conway & Nick Dinsmore) avec 10 règnes.

## Historiques des règnes
| #   | Champions | Règnes | Date               | Jours  | Lieu                    | Evenement                          | Notes |
| --- | --- | ------ | ------------------ | ------ | ----------------------- | ---------------------------------- | --- |
| 1   | Nick Dinsmore et Flash Flanagan                                                                                  | 1      | 1er août 1997      | 31     | Jeffersonville, Indiana | TV Tapping                         | |
| 2   | David C. et Jason Lee                                                                                            | 1      | 1er septembre 1997 | 76     | Jeffersonville, Indiana | TV Tapping                         | |
| —   | Vacant | —      | 16 novembre 1997   | —      | Jeffersonville, Indiana | TV Tapping                         | Vacant après un match contre Cousin Otter et Jebediah Blackhawk. |
| 3   | David C. et Jason Lee                                                                                            | 2      | 23 novembre 1997   | 49     | Jeffersonville, Indiana | TV Tapping                         | Bat Cousin Otter et Jebediah Blackhawk. |
| 4   | Doug Basham et Flash Flanagan (2)                                                                                | 1      | 1er janvier 1998   | 15     | Jeffersonville, Indiana | TV Tapping                         | Bat Cousin Otter et The Lords of the Ring dans un Fatal-4-Way match. |
| —   | Vacant | —      | 26 janvier 1998    | —      | Louisville, Kentucky    | TV Tapping                         | Titre déclaré après un match contre Rip Rogers et Trailer Park Trash. |
| 5   | The Lords of the Ring (Rob Conway & Nick Dinsmore (2))                                                           | 1      | 18 mars 1998       | 46     | Jeffersonville, Indiana | TV Tapping                         | Bat Rip Rogers et Trailer Park Trash dans une finale de tournoi. |
| 6   | Dave the Rave et Rip Rogers                                                                                      | 1      | 3 mai 1998         | 10     | Jeffersonville, Indiana | TV Tapping                         | |
| 7   | The Lords of the Ring (Rob Conway(2) & Nick Dinsmore (3))                                                        | 2      | 13 mai 1998        | 4      | Jeffersonville, Indiana | TV Tapping                         | |
| 8   | Dave the Rave et Rip Rogers                                                                                      | 2      | 17 mai 1998        | 7      | Jeffersonville, Indiana | TV Tapping                         | Conway et Dinsmore ont été dépouillés des titres et les titres ont été retrouvés à Rave et Rogers après que Dinsmore avait ses pieds sur les cordes pour gagner les titres et l'arbitre Robert Brisco délibérément lui permettait. Rave et Rogers ont été contraints de défendre les titres plus tard dans la nuit contre The Lords of the Ring. |
| 9   | The Lords of the Ring (Rob Conway(3) & Nick Dinsmore (4))                                                        | 3      | 24 mai 1998        | 3      | Jeffersonville, Indiana | TV Tapping                         | |
| —   | Vacant | —      | 27 mai 1998        | —      | Jeffersonville, Indiana | TV Tapping                         | Titre déclaré vacant avec Flash & Jason Lee se finit en no contest c'est-à-dire pas de gagnant. |
| 10  | The Lords of the Ring (Rob Conway(4) & Nick Dinsmore(5))                                                         | 4      | 14 juin 1998       | 14     | Jeffersonville, Indiana | TV Tapping                         | Bat Flash Flanagan & Jason Lee. |
| 11  | Juan Hurtado & Dave the Rave (3)                                                                                 | 1      | 28 juin 1998       | 3      | Jeffersonville, Indiana | TV Tapping                         | |
| 12  | Jebediah Blackhawk & Cousin Otter                                                                                | 1      | 1er juillet 1998   | 39     | Jeffersonville, Indiana | TV Tapping                         | Gagner les titres par forfait lorsque Dave ne s'est pas montrer pour les défendre. |
| 13  | Bryan Cash & Juan Hurtado (2)                                                                                    | 1      | 9 août 1998        | 44     | Jeffersonville, Indiana | TV Tapping                         | |
| —   | Vacant | —      | 22 septembre 1998  | —      | Jeffersonville, Indiana | TV Tapping                         | Vacant en raison d'une blessure de Bryan Cash. |
| 14  | The Lords of the Ring (Rob Conway(5) & Nick Dinsmore(6))                                                         | 5      | 27 septembre 1998  | 28     | Jeffersonville, Indiana | TV Tapping                         | Bat Jason Lee & Rod Steel. |
| 15  | The Andretti Express (Guido & Vito Andretti)                                                                     | 1      | 25 octobre 1998    | 30     | Jeffersonville, Indiana | TV Tapping                         | |
| 16  | The Lords of the Ring (Rob Conway(6) & Nick Dinsmore(7))                                                         | 6      | 24 novembre 1998   | 14     | Jeffersonville, Indiana | TV Tapping                         | |
| —   | Vacant | —      | 8 décembre 1998    | —      | Louisville, Kentucky    | TV Tapping                         | Vacant après un match contre Matt Bloom & Bull Pain. |
| 17  | Damaja & David C. (3)                                                                                            | 1      | 16 janvier 1999    | 11     | Jeffersonville, Indiana | TV Tapping                         | Attribué les titres de retour, après que Nick Dinsmore ne se montrer pas, et Conway a été compté. |
| 18  | The Lords of the Ring (Rob Conway(7) & Nick Dinsmore(8))                                                         | 7      | 27 janvier 1999    | 6      | Jeffersonville, Indiana | TV Tapping                         | Gagne le match sous les masques des Borkcin Brothers & démasqués après leurs victoires. |
| 19  | Damaja (2) & David C. (4)                                                                                        | 2      | 2 février 1999     | 5      | Louisville, Kentucky    | TV Tapping                         | |
| 20  | Jebediah Blackhawk & Cousin Otter                                                                                | 2      | 7 février 1999     | 51     | Jeffersonville, Indiana | TV Tapping                         | |
| 21  | Flash Flanagan (3) & Trailer Park Trash                                                                          | 1      | 30 mars 1999       | 112    | Louisville, Kentucky    | TV Tapping                         | |
| 22  | The Suicide Blondes (Jason Lee (3) & Rip Rogers (3))                                                             | 1      | 20 juillet 1999    | 148    | Louisville, Kentucky    | TV Tapping                         | |
| 23  | Jebediah Blackhawk (3) & Trailer Park Trash (2)                                                                  | 1      | 15 décembre 1999   | 48     | Jeffersonville, Indiana | TV Tapping                         | |
| 24  | Bolin Services (Mr.Black (3) & Bull Buchanan)                                                                    | 1      | 1er février 2000   | 43     | Louisville, Kentucky    | TV Tapping                         | Mr. Black auparavant appelé Cousin Otter. |
| 25  | The Paynethrillers (B.J. Payne & Scotty Sabre)                                                                   | 1      | 15 mars 2000       | 14     | Louisville, Kentucky    | TV Tapping                         | |
| 26  | The Suicide Blondes (Derrick King & Jason Lee (4))                                                               | 1      | 29 mars 2000       | 6      | Jeffersonville, Indiana | TV Tapping                         | |
| 27  | The Paynethrillers (B.J. Payne & Scotty Sabre)                                                                   | 2      | 4 avril 2000       | 80     | Jeffersonville, Indiana | TV Tapping                         | |
| 28  | The Disciples of Synn (Damian & Slash)                                                                           | 1      | 23 juin 2000       | 26     | Louisville, Kentucky    | TV Tapping                         | |
| 29  | The Paynethrillers (B.J. Payne & Scotty Sabre)                                                                   | 3      | 19 juillet 2000    | 16     | Jeffersonville, Indiana | TV Tapping                         | |
| 30  | Steve Armstrong & Tracy Smothers                                                                                 | 1      | 21 juillet 2000    | 14     | Knoxville, Tennessee    | TV Tapping                         | |
| 31  | The Disciples of Synn (Damian & Slash)                                                                           | 2      | 4 août 2000        | 74     | Louisville, Kentucky    | TV Tapping                         | |
| 32  | Flash Flanagan (4) & B.J. Payne (4)                                                                              | 1      | 17 octobre 2000    | 78     | Louisville, Kentucky    | TV Tapping                         | |
| 33  | The Disciples of Synn (Damian (3) & B.J. Payne (5))                                                              | 1      | 3 janvier 2001     | 41     | Jeffersonville, Indiana | TV Tapping                         | B.J. Payne bat Flanagan dans un match simple pour les titres par équipe, puis choisi Damian comme son nouveau partenaire. |
| 34  | The Minnesota Stretching Crew (Shelton Benjamin & Brock Lesnar)                                                  | 1      | 14 février 2001    | 67     | Jeffersonville, Indiana | TV Tapping                         | |
| 35  | The Disciples of Synn (Damian (4) & B.J. Payne (6))                                                              | 2      | 22 avril 2001      | 24     | Louisville, Kentucky    | TV Tapping                         | |
| 36  | The Minnesota Stretching Crew (Shelton Benjamin & Brock Lesnar)                                                  | 2      | 16 mai 2001        | 59     | Louisville, Kentucky    | WWF Saturday Night Heat Dark match | |
| —   | Vacant | —      | 14 juillet 2001    | —      | Louisville, Kentucky    | TV Tapping                         | Titre vacant quand Shelton est blessé. |
| 37  | Bollin Services (Rico Constantino & The Prototype)                                                               | 1      | 15 août 2001       | 75     | Jeffersonville, Indiana | TV Tapping                         | Battent The Disciples of Synn. |
| 38  | The Minnesota Stretching Crew (Shelton Benjamin & Brock Lesnar)                                                  | 3      | 29 octobre 2001    | 9      | Louisville, Kentucky    | WWF Jakked Dark Match              | |
| 39  | The Suicide Blondes (Derrick King (2) & Jason Lee (5))                                                           | 2      | 7 novembre 2001    | 35     | Louisville, Kentucky    | TV Tapping                         | |
| 40  | The Lords of the Ring (Rob Conway(8) & Nick Dinsmore (9))                                                        | 8      | 12 décembre 2001   | 56     | Jeffersonville, Indiana | TV Tapping                         | |
| 41  | Doug Basham & Damaja Bashman                                                                                     | 1      | 6 février 2002     | 100    | Jeffersonville, Indiana | TV Tapping                         | |
| 42  | The Lords of the Ring (Rob Conway (9) & Nick Dinsmore (10))                                                      | 9      | 17 mai 2002        | 14     | Louisville, Kentucky    | WWE Raw House show                 | |
| 43  | Flash Flanagan (5) & Trailer Park Trash (3)                                                                      | 2      | 31 mai 2002        | 14     | Louisville, Kentucky    | TV Tapping                         | |
| 44  | The Lords of the Ring (Rob Conway (10) & Nick Dinsmore (11))                                                     | 10     | 14 juin 2002       | 14     | Louisville, Kentucky    | TV Tapping                         | |
| 45  | Flash Flanagan (6) & Trailer Park Trash (4)                                                                      | 3      | 28 juin 2002       | 19     | Louisville, Kentucky    | TV Tapping                         | |
| 46  | The Dogg Pound (Shelton Benjamin (4) & Redd Dogg)                                                                | 1      | 17 juillet 2002    | 175    | Jeffersonville, Indiana | TV Tapping                         | |
| —   | Vacant | —      | 8 janvier 2003     | —      | Louisville, Kentucky    | TV Tapping                         | Vacant après que Benjamin & Dogg sont appelés à la WWE. |
| 47  | The Disciples of Synn (Travis Bane & Seven)                                                                      | 1      | 5 mars 2003        | 36     | Louisville, Kentucky    | TV Tapping                         | Battent Bolin Services (Lance Cade & René Duprée) |
| 48  | The A.P.A (Bradshaw & Ron Simmons)                                                                               | 1      | 10 avril 2003      | 50     | Lafayette, Indiana      | House show                         | |
| —   | Vacant | —      | 8 mai 2003         | —      | Louisville, Kentucky    | TV Tapping                         | Titre vacant lorsque Bradshaw & Simmons sont appelés à la WWE. |
| 49  | Adrenaline (Chris Cage & Tank Toland)                                                                            | 1      | 27 juin 2003       | 105    | Louisville, Kentucky    | TV Tapping                         | Bat Bolin Services (Lance Cade & Mark Jindrak) |
| 50  | The Jersey Shore Crew (Nova & Aaron Stevens)                                                                     | 1      | 10 octobre 2003    | 146    | Louisville, Kentucky    | WWE Raw House show                 | |
| 51  | Adrenaline (Chris Cage & Tank Toland)                                                                            | 2      | 4 mars 2004        | 27     | Louisville, Kentucky    | TV Tapping                         | |
| 52  | Brent Albright & Chris Masters                                                                                   | 1      | 31 mars 2004       | 91     | Louisville, Kentucky    | TV Tapping                         | |
| 53  | Mac Johnson & Seth Skyfire                                                                                       | 1      | 30 juin 2004       | 70     | Louisville, Kentucky    | TV Tapping                         | |
| 54  | Adrenaline (Chris Cage & Tank Toland)                                                                            | 3      | 8 septembre 2004   | 0      | Louisville, Kentucky    | TV Tapping                         | |
| —   | Vacant | —      | 8 septembre 2004   | —      | Louisville, Kentucky    | TV Tapping                         | Titre vacant après une fin controversée dans le match entre Adrenaline & Mac Johnson & Seth Skyfire. |
| 55  | Mac Johnson & Seth Skyfire                                                                                       | 2      | 29 septembre 2004  | 46     | Louisville, Kentucky    | TV Tapping                         | Battent Adrenaline. |
| 56  | MNM(Johnny Nitro & Joey Matthews)                                                                                | 1      | 14 novembre 2004   | 66     | Louisville, Kentucky    | TV Tapping                         | |
| 57  | The Thrillseekers (Matt Cappotelli & Johnny Jeter)                                                               | 1      | 19 janvier 2005    | 83     | Louisville, Kentucky    | TV Tapping                         | |
| 58  | The Blonde Bombers (Chad & Tank Toland)                                                                          | 1      | 12 avril 2005      | 183    | Louisville, Kentucky    | TV Tapping                         | |
| 59  | Seth Skyfire (2) & Chet Jablonski                                                                                | 1      | 12 octobre 2005    | 119    | Louisville, Kentucky    | TV Tapping                         | |
| 60  | Bolin Services (Chris Cage (4) & The Miz)                                                                        | 1      | 8 février 2006     | 39     | Louisville, Kentucky    | TV Tapping                         | |
| 61  | The Untouchables(Deuce & Domino)                                                                                 | 1      | 19 mars 2006       | 17     | Louisville, Kentucky    | TV Tapping                         | Deuce a effectué le tombé sur The Miz dans un match simple. A remporté les titres après que Chris est viré par la WWE. |
| 62  | Kasey James & Roadkill                                                                                           | 1      | 5 avril 2006       | 52     | Louisville, Kentucky    | TV Tapping                         | C'était un Three-Way match impliquant également les Spirit Squad. |
| 63  | The Gang Stars (Shad Gaspard & The Neighborhoodie)                                                               | 1      | 27 mai 2006        | 62     | Louisville, Kentucky    | TV Tapping                         | |
| 64  | CM Punk & Seth Skyfire (3)                                                                                       | 1      | 28 juin 2006       | 5      | Louisville, Kentucky    | TV Tapping                         | |
| 65  | The Untouchables(Deuce & Domino)                                                                                 | 2      | 2 août 2006        | 77     | Louisville, Kentucky    | TV Tapping                         | |
| 66  | Cody Runnels & Shawn Spears                                                                                      | 1      | 18 octobre 2006    | 49     | Louisville, Kentucky    | TV Tapping                         | |
| —   | Vacant | —      | 6 décembre 2006    | —      | Louisville, Kentucky    | TV Tapping                         | Vacant après un match contre The Untouchables qui se finit sur un score nul. |
| 67  | The Untouchables (Deuce & Domino)                                                                                | 3      | 6 décembre 2006    | 7      | Louisville, Kentucky    | TV Tapping                         | Battent Cody & Shawn. |
| 68  | Cody Runnels & Shawn Spears                                                                                      | 2      | 13 décembre 2006   | 119    | Louisville, Kentucky    | TV Tapping                         | |
| 69  | Bollin Services (Charles Evans & Justin LaRouche)                                                                | 1      | 11 avril 2007      | 65     | Louisville, Kentucky    | TV Tapping                         | |
| 70  | The Major Brothers(Brett Major & Brian Major)                                                                    | 1      | 15 juin 2007       | 14     | Louisville, Kentucky    | TV Tapping                         | Battent Evans, Justin & Dr. Tomas dans un Three-On-Two Handicap match. |
| 71  | The James Boys (K.C. (2) & Kassidy James)                                                                        | 1      | 29 juin 2007       | 22     | Louisville, Kentucky    | TV Tapping                         | K.C. était appelé auparavant Kasey James |
| 72  | Cryme Tyme (Shad Gaspard & JTG)                                                                                  | 2      | 21 juillet 2007    | 1      | Owensboro, Kentucky     | House show                         | |
| 73  | The James Boys (K.C. (3) & Kassidy James (2))                                                                    | 2      | 22 juillet 2007    | 10     | Louisville, Kentucky    | House show                         | |
| 74  | T.J. Dalton & Jamin Olivencia                                                                                    | 1      | 1er août 2007      | 23     | Louisville, Kentucky    | TV Tapping                         | |
| 75  | The James Boys (K.C. (4) & Kassidy James (3))                                                                    | 3      | 24 août 2007       | 12     | Louisville, Kentucky    | TV Tapping                         | Battent Jamin Olivencia & Chris Cage remplaçant T.J. Dalton. |
| 76  | Terminal Velocity (Chet "The Jett" Jablonski & Steve Lewington)                                                  | 1      | 5 septembre 2007   | 21     | Louisville, Kentucky    | TV Tapping                         | |
| 77  | The James Boys (K.C. (5) & Kassidy James (4))                                                                    | 4      | 26 septembre 2007  | 10     | Louisville, Kentucky    | TV Tapping                         | |
| —   | Vacant | —      | 6 octobre 2007     | —      | Louisville, Kentucky    | TV Tapping                         | Vacant après que The James Boys attaque The Terminal Velocity |
| 78  | Colt Cabana & Shawn Spears (3)                                                                                   | 1      | 7 novembre 2007    | 42     | Louisville, Kentucky    | TV Tapping                         | Battent Paul Burchill & Stu Sanders |
| 79  | Colt Cabana (2)                                                                                                  | 1      | 19 décembre 2007   | 14     | Louisville, Kentucky    | TV Tapping                         | Cabana bat Shawn Spears dans un Ladder match pour contrôler les titres. |
| 80  | Colt Cabana (3) & Charles Evans (2)                                                                              | 1      | 2 janvier 2008     | 0      | Louisville, Kentucky    | TV Tapping                         | Colt Cabana choisi Evans comme nouveau partenaire. |
| 81  | Paul Burchill & Stu Sanders                                                                                      | 1      | 2 janvier 2008     | 56     | Louisville, Kentucky    | TV Tapping                         | |
| 82  | Los Locos (Ramón & Raúl)                                                                                         | 1      | 27 février 2008    | 77     | Louisville, Kentucky    | TV Tapping                         | C'était un Fatal-4-Way impliquant également The Insurgency (Ali & Omar Akbar) & The Mobile Homers (Ted McNaler & Adam Revolver) |
| 83  | The Insurgency (Ali & Omar Akbar)                                                                                | 1      | 14 mai 2008        | 14     | Louisville, Kentucky    | TV Tapping                         | |
| 84  | The Men of Iron (Rob Conway (11) & Pat Buck)                                                                     | 1      | 28 mai 2008        | 70     | Louisville, Kentucky    | TV Tapping                         | |
| 85  | Darriel Kelly & Josh Lowry                                                                                       | 1      | 6 août 2008        | 35     | Louisville, Kentucky    | TV Tapping                         | |
| 86  | Apoc & Vaughn Lilas                                                                                              | 1      | 10 septembre 2008  | 49     | Louisville, Kentucky    | TV Tapping                         | |
| 87  | Scott Cardinal & Dirty Money                                                                                     | 1      | 29 octobre 2008    | 42     | Louisville, Kentucky    | TV Tapping                         | |
| 88  | Totally Awesome (Sucio & Kamikaze Kid)                                                                           | 1      | 10 décembre 2008   | 49     | Louisville, Kentucky    | TV Tapping                         | |
| 89  | Scott Cardinal & Dirty Money                                                                                     | 2      | 28 janvier 2009    | 35     | Louisville, Kentucky    | TV Tapping                         | |
| 90  | Totally Awesome (Sucio & Kamikaze Kid)                                                                           | 2      | 4 mars 2009        | 28     | Louisville, Kentucky    | TV Tapping                         | |
| 91  | Igotta Brewski & Fang                                                                                            | 1      | 1er avril 2009     | 21     | Louisville, Kentucky    | TV Tapping                         | |
| 92  | Top Shelf Talent (JD Maverick & Pat Buck (2))                                                                    | 1      | 22 avril 2009      | 49     | Louisville, Kentucky    | TV Tapping                         | |
| 93  | Totally Awesome (Sucio & Kamikaze Kid)                                                                           | 3      | 10 juin 2009       | 7      | Louisville, Kentucky    | TV Tapping                         | |
| 94  | The Network (Benny the Producer & Andrew the Director)                                                           | 1      | 17 juin 2009       | 102    | Louisville, Kentucky    | TV Tapping                         | |
| 95  | Big Men on Campus (Moose & Tilo)                                                                                 | 1      | 27 septembre 2009  | 45     | Louisville, Kentucky    | Fall Brawl                         | Battent The Network dans un Gauntlet match à 4 équipes qui impliquaient également Kamikaze Kid & D.C., & Hog Wild & Kevin Hundley |
| 96  | Mike Mondo & Turcan Celik                                                                                        | 1      | 11 novembre 2009   | 7      | Louisville, Kentucky    | TV Tapping                         | |
| 97  | The Network (Benny the Producer & Andrew the Director)                                                           | 2      | 18 novembre 2009   | 84     | Louisville, Kentucky    | TV Tapping                         | Battent Turcan Celib & Mike Mondo, Big Men on Campus & The Mobile Homers dans un Fatal-4-Way match. |
| 98  | Benjamin Bray | 1      | 10 février 2010    | 7      | Louisville, Kentucky    | TV Tapping                         | Benjamin Bray battent Andrew Lacroix pour contrôlé les titres. |
| 99  | Benjamin Bray & Andrew LaCroix (Anciennement connu comme The Network) (Benny the Producer & Andrew the Director) | 3      | 17 février 2010    | 35     | Louisville, Kentucky    | TV Tapping                         | |
| 100 | The Elite (Ted McNaler & Adam Revolver)                                                                          | 1      | 27 mars 2010       | 157    | Louisville, Kentucky    | Rio Act                            | |
| 101 | The Invincibles/Fighting Spirit (Sucio (4) & Fang (2))                                                           | 1      | 28 août 2010       | 103    | Louisville, Kentucky    | Summer Scorcher                    | Durant ce règne ils changent leur noms et l'appelle The Fighting Spirit (Christopher Silvio & Raphael Constantine) |
| 102 | The Elite (Ted McNaler & Adam Revolver)                                                                          | 2      | 9 décembre 2010    | 30     | Louisville, Kentucky    | Ring of Honor                      | |
| 103 | Ryan Nemeth & Chrisopher Silvio(5)                                                                               | 1      | 8 janvier 2011     | 25     | Louisville, Kentucky    | TV Tapping                         | |
| —   | Vacant | —      | 2 février 2011     | —      | Louisville, Kentucky    | TV Tapping                         | Déclaré vacant après une attaque sur Ryan Nemeth par The Fighting Spirit à la suite de la victoire par Nemeth sur Raphael Constantin pour déterminé qui serait le partenaire de Silvio. |
| 104 | Ryan Nemeth (2) & Paredyse (4)                                                                                   | 1      | 5 février 2011     | 28     | Louisville, Kentucky    | Saturday Night Special             | Battent Fighting Spirit dans un Tag Team Elimination match. Paredyse appelé auparavant Kamikaze Kid. |
| 105 | Fighting Spirit (Christopher Silvio (6) & Raphael Constantine (3))                                               | 2      | 5 mars 2011        | 28     | Louisville, Kentucky    | Saturday Night Special             | |
| 106 | The Elite (Ted McNaler & Adam Revolver)                                                                          | 3      | 2 avril 2011       | 74     | Louisville, Kentucky    | Saturday Night Special             | |
| 107 | The Fat and the Furious (Trailer Park Trash(5) & Mr.Black(4))                                                    | 1      | 15 juin 2011       | 52     | Louisville, Kentucky    | TV Tapping                         | |
| 108 | Bolin Services 2.0 (James Thomas & Rocco Bellagio)                                                               | 1      | 6 août 2011        | 18     | Louisville, Kentucky    | Saturday Night Special             | |
| 109 | The Fat and the Furious (Trailer Park Trash(6) & Mr.Black(5))                                                    | 2      | 24 août 2011       | 10     | Louisville, Kentucky    | TV Tapping                         | |
| 110 | The Elite (Ted McNaler & Adam Revolver)                                                                          | 4      | 3 septembre 2011   | 91     | Louisville, Kentucky    | Saturday Night Special             | Match qui incluaient également James Thomas & Rocco Bellagio. |
| 111 | OMG (Johnny Spade & Shiloh Jonze)                                                                                | 1      | 3 décembre 2011    | 39     | Louisville, Kentucky    | Saturday Night Special             | Match qui incluaient également James Onno & Tonny Gunn. |
| 112 | The Mascagni Family (Jessie Godderz & Marcus Anthony)                                                            | 1      | 11 janvier 2012    | 7      | Louisville, Kentucky    | TV Tapping                         | [ 1 ] |
| 113 | OMG (Johnny Spade & Shiloh Jonze)                                                                                | 2      | 18 janvier 2012    | 35     | Louisville, Kentucky    | TV Tapping                         | [ 2 ] |
| 114 | The Family (Jessie Godderz (2) & Rob Terry & Rudy Switchblade)                                                   | 1      | 22 février 2012    | 45     | Louisville, Kentucky    | TV Tapping                         | Godderz, Terry & Rudy battent Jonze & Jason Wayne dans un match handicap pour gagner les titres. Les trois défendent les titres dans le cadre de 'The Family Rules' , |
| 115 | Los Locos (Anarquia & Raul LaMotta)                                                                              | 2      | 7 avril 2012       | 4      | Louisville, Kentucky    | Saturday Night Special             | Battent Jessie Godderz & Switchblade. |
| 116 | The Family/The Best Team Ever (Jessie Godderz (3) & Rudy Switchblade (2))                                        | 2      | 11 avril 2012      | 52     | Louisville, Kentucky    | TV Tapping                         | Godderz & Switchblade battent Raul LaMotta dans un match handicap. |
| 117 | Loco-MG (Shiloh Jonze(3) & Raul LaMotta (3))                                                                     | 1      | 2 juin 2012        | 4      | Louisville, Kentucky    | Saturday Night Special             | [ 6 ] |
| 118 | The Family/The Best Team Ever (Jessie Godderz (4) & Rudy Switchblade (3))                                        | 3      | 6 juin 2012        | 14     | Louisville, Kentucky    | TV Tapping                         | [ 7 ] |
| —   | Vacant | —      | 20 juin 2012       | —      | Louisville, Kentucky    | TV Tapping                         | Vacant par le Consiller d'administration Ken Wayne, après que l'arbitre Chris Sharpe a autorisé à Godderz & Rudy de tricher pour gagner les titres. |
| 119 | The Family/The Best Team Ever (Jessie Godderz (5) & Rudy Switchblade (4))                                        | 4      | 7 juillet 2012     | 147    | Louisville, Kentucky    | Saturday Night Special             | Battent Paredyse & Brandon Espinosa dans un Ladder match. |
| 120 | The Gutcheckers (Alex Silva & San Shaw)                                                                          | 1      | 1er décembre 2012  | 46     | Louisville, Kentucky    | Saturday Night Special             | [ 9 ] |
| 121 | The Coalition (Crimson & Jason Wayne)                                                                            | 1      | 16 janvier 2013    | 42     | Louisville, Kentucky    | TV Tapping                         | [ 10 ] |
| 122 | The Gutcheckers/New School (Alex Silva & San Shaw)                                                               | 2      | 27 février 2013    | 35     | Louisville, Kentucky    | TV Tapping                         | |
| 123 | The Coalition (Crimson & Jason Wayne)                                                                            | 2      | 3 avril 2013       | 84     | Louisville, Kentucky    | TV Tapping                         | C'était un Two-Out-Three Falls match. |
| 124 | Michael Hayes & Mohammed Ali Vaez (2)                                                                            | 1      | 26 juin 2013       | 164    | Louisville, Kentucky    | TV Tapping                         | Ali connu auparavant sous le nom de Ali Akbar |
| 125 | The Mobile Homers (Adam Revolver(5) & Ted McNaler(5))                                                            | 5      | 7 décembre 2013    | 21     | Louisville, Kentucky    | Saturday Night Special             | Précédemment appelé The Elite. |
| 126 | Michael Hayes (2) & Mohammed Ali Vaez (3)                                                                        | 2      | 28 décembre 2013   | 63     | Elizabethtown, Kentucky | House show                         | [ 14 ] |
| 127 | Dylan Bostic & The Mexicutioner                                                                                  | 1      | 1er mars 2014      | 70     | Louisville, Kentucky    | Saturday Night Special             | C'était un 2-1 handicap tag team match. |
| 128 | The Skywalkers (Aaron Sky & Robbie Walker)                                                                       | 1      | 10 mai 2014        | 56     | Louisville, Kentucky    | Saturday Night Special             | [ 16 ] |
| 129 | The Fabulous Free Bodies (The Bodyguy & Big Jon)                                                                 | 1      | 5 juillet 2014     | 28     | Louisville, Kentucky    | Saturday Night Special             | |
| 130 | Silvi-O-livencia (Chris Silvio(7) & Jamin Olivencia(2))                                                          | 1      | 2 août 2014        | 35     | Louisville, Kentucky    | Saturday Night Special             | [ 17 ] |
| 131 | War Machine (Siloh Jonze (4) & Eric Locker)                                                                      | 1      | 6 septembre 2014   | 56     | Louisville, Kentucky    | Saturday Night Special             | [ 18 ] |
| 132 | TerreMex (Randy Terrez & The Mexicutionner (2))                                                                  | 1      | 1er novembre 2014  | 42     | Louisville, Kentucky    | Saturday Night Special             | [ 19 ] |
| 133 | The Fabulous Free Bodies (Bodyguy (2) & Big Jon (2))                                                             | 2      | 13 décembre 2014   | 32     | Louisville, Kentucky    | 800th TV Episode                   | [ 20 ] |
| 134 | TerreMex (Randy Terrez & The Mexicutionner (3))                                                                  | 2      | 14 janvier 2015    | 52     | Louisville, Kentucky    | TV Tapping                         | [ 21 ] |
| 135 | Walk on the Wylde side (Robbie Walker (2) & Adam Wylde                                                           | 1      | 7 mars 2015        | 18     | Louisville, Kentucky    | Saturday Night Special             | [ 22 ] |
| 136 | War Machine (Big Jon (3) & Eric Locker (2))                                                                      | 1      | 25 mars 2015       | 105    | Louisville, Kentucky    | TV Tapping                         | C'était un match simple entre Adam Wylde & Big Jon |
| 137 | Wylde and Reckless (Robbie Walker (3) & Adam Wylde (2))                                                          | 2      | 8 juillet 2015     | 87     | Louisville, Kentucky    | TV Tapping                         | Auparavant appelé Walk on the Wylde side |
| 138 | The Van Zandt Family Circus (Dapper Dan Van Zandt & The Ringmaster)                                              | 1      | 3 octobre 2015     | 63     | Louisville, Kentucky    | OVW Saturday Night Special         | |
| 139 | Band of Brothaz (General Pope & Private Anthony (2))                                                             | 1      | 5 décembre 2015    | 67     | Louisville, Kentucky    | OVW Saturday Night Special         | |
| 140 | The Tag Buddies (Adam Revolver (6) & Reverend Stuart Miles)                                                      | 1      | 10 février 2016    | 94     | Louisville, Kentucky    | OVW TV Tapings                     | |
| 141 | The Bad Boys Club (Randy Royal and Shane Andrews)                                                                | 1      | 14 mai 2016        | 39     | Louisville, Kentucky    | OVW Saturday Night Special         | |
| 142 | The Tag Buddies (Adam Revolver (7) & Reverend Stuart Miles (2))                                                  | 2      | 22 juin 2016       | 35     | Loisville, Kentucky     | OVW TV Tapings                     | |
| 143 | The Van Zandt Family Circus (Dapper Dan Van Zandt (2) &Mad Man Pondo)                                            | 1      | 27 juillet 2016    | 38     | Louisville, Kentucky    | OVW TV Tapings                     | |
| 144 | Adam Revolver (8) & The Mexicutioner (4)                                                                         | 1      | 3 septembre 2016   | 4      | Louisville, Kentucky    | OVW Saturday Night Special         | |
| 145 | The Legacy of Brutality (Big Zo & Hy-Zaya)                                                                       | 1      | 7 septembre 2016   | 70     | Louisville, Kentucky    | OVW TV Tapings                     | |
| 146 | Big Jon (4) & Elijah Burke(2)                                                                                    | 1      | 16 novembre 2016   | 17     | Louisville, Kentucky    | OVW TV Tapings                     | |
| 147 | Big Smooth (Big Jon (5) & Justin Smooth)                                                                         | 1      | 3 décembre 2016    | 53     | Louisville, Kentucky    | OVW Saturday Night Special         | Justin Smooth remplace Burke en tant que partenaire de Big Jon. |
| 148 | Team Next Level (Devin Driscoll and Tony Gunn)                                                                   | 1      | 25 janvier 2017    | 42     | Louisville, Kentucky    | OVW TV Tapings                     | |
| 149 | Billy O & Kevin Giza                                                                                             | 1      | 8 mars 2017        | 38     | Louisville, Kentucky    | OVW TV Tapings                     | |
| 150 | The Bad Boys Club (Randy Royal (2) & Shane Andrews (2))                                                          | 2      | 15 avril 2017      | 88     | Elizabethtown, Kentucky | Live Event                         | |
| 151 | The Legacy of Brutality (Ca$h Flo & Dapper Dan (3))                                                              | 1      | 12 juillet 2017    | 52     | Louisville, Kentucky    | OVW TV Tapings                     | Dapper Dan était précédemment connu sous le nom de Dapper Dan Van Zandt. |
| 152 | The Top Guyz (Adam Slade & Kevin Giza (2))                                                                       | 1      | 2 septembre 2017   | 81     | Louisville, Kentucky    | OVW Saturday Night Special         | |
| 153 | The Bad Boys Club (Randy Royal (3) & Shane Andrews (3))                                                          | 3      | 22 novembre 2017   | 73     | Louisville, Kentucky    | OVW TV Tapings                     | |
| 154 | The Bro Godz (Colton Cage and Dustin Jackson)                                                                    | 1      | 3 février 2018     | 28     | Louisville, Kentucky    | OVW Saturday Night Special         | Jessie Belle remplaça Shane Andrews au cours du match. |
| 155 | The Top Guyz (Adam Slade (2) & Kevin Giza(3))                                                                    | 2      | 3 mars 2018        | 18     | Louisville, Kentucky    | OVW Saturday Night Special         | Dimes remplaça Colton Cage au cours du match. |
| 156 | David Lee Lorenze III (2) & Scott Cardinal (3)                                                                   | 1      | 21 mars 2018       | 42     | Louisville, Kentucky    | OVW TV Tapings                     | |
| 157 | The Bro Godz (Colton Cage & Dustin Jackson)                                                                      | 2      | 2 mai 2018         | 66     | Louisville, Kentucky    | OVW TV Tapings                     | |
| 158 | David Lee Lorenze III (3) & Shiloh Jonze (5)                                                                     | 1      | 7 juillet 2018     | 4      | Louisville, Kentucky    | OVW Saturday Night Special         | C'était un "Bronado" tag team match. |
| 159 | The Bro Godz (Colton Cage and Dustin Jackson)                                                                    | 3      | 11 juillet 2018    | 24     | Louisville, Kentucky    | OVW TV Tapings                     | |
| 160 | War Kings(Crimson (4) & Jax Dane(1))                                                                             | 1      | 4 août 2018        | 42     | Louisville, Kentucky    | OVW Saturday Night Special         | |
| 161 | The Bro Godz (Colton Cage (4) and Dustin Jackson (4))                                                            | 4      | 15 septembre 2018  | 49     | Elizabethtown, Kentucky | Live Event                         | |
| 162 | War Kings(Crimson (3) & Jax Dane)                                                                                | 2      | 3 novembre 2018    | 154    | Louisville, Kentucky    | OVW Saturday Night Special         | |
| 163 | The Kings Ransom (Leonis et Maximus Khan)                                                                        | 1      | 6 avril 2019       | 119    | Louisville, Kentucky    | OVW Saturday Night Special         | |
| 164 | The Legacy of Brutality (Cash Flo & Jay Bradley)                                                                 | 1      | 3 août 2019        | 101    | Louisville, Kentucky    | OVW Saturday Night Special         | |
| 165 | Corey Storm & Dimes                                                                                              | 1      | 12 novembre 2019   | 81     | Louisville, Kentucky    | OVW TV Tapings                     | |
| 166 | The Legacy Of Brutality (Big Zo & Hy-Zaya) (2)                                                                   | 2      | 1er février 2020   | 280    | Louisville, Kentucky    | OVW Saturday Night Special         | |
| 167 | The Tate Twins (Brandon & Brent Tate)                                                                            | 1      | 7 novembre 2020    | 1 736+ | Louisville, Kentucky    | OVW Saturday Night Special         | |

## Liste des Règnes

### En équipe
| Rang | équipes                                                                      | # de règnes | Jours combinés |
| ---- | ---------------------------------------------------------------------------- | ----------- | -------------- |
| 1    | The Elite/The Mobile Homers (Ted McNaler & Adam Revolver)                    | 5           | 373            |
| 2    | The Family/The Best Team Ever (Jessie Godderz & Rudy Switchblade)            | 4           | 258            |
| 3    | Michael Hayes & Mohammed Ali Vaez                                            | 2           | 227            |
| 4    | The Network (Andrew LaCroix & Benjamin Bray)                                 | 3           | 224            |
| 5    | The Bad Boys Club (Randy Royal & Shane Andrews)                              | 3           | 200            |
| 6    | The Lords of the Ring (Rob Conway & Nick Dinsmore)                           | 10          | 199            |
| 7    | The Blonde Bombers (Chad &Tank Toland)                                       | 1           | 183            |
| 8    | The Dogg Pound (Shelton Benjamin & Redd Dogg)                                | 1           | 175            |
| 9    | Cody Runnels & Shawn Spears                                                  | 2           | 168            |
| 10   | The Suicide Blondes (Jason Lee & Rip Rogers)                                 | 1           | 148            |
| 11   | Nova & Aaron Stevens                                                         | 1           | 146            |
| 12   | Flash Flanagan & Trailer Park Trash                                          | 3           | 145            |
| 13   | The Minnesota Stretching Crew (Shelton Benjamin & Brock Lesnar)              | 3           | 135            |
| 14   | Adrenaline (Chris Cage and Tank Toland)                                      | 3           | 133            |
| 15   | Fighting Spirit/The Invincibles (Christopher Silvio and Raphael Constantine) | 2           | 131            |
| 16   | The Tag Buddies (Adam Revolver and Reverend Stuart Miles)                    | 2           | 129            |
| 17   | The Coalition (Crimson and Jason Wayne)                                      | 2           | 126            |
| 18   | David C. and Jason Lee                                                       | 2           | 125            |
| 19   | Seth Skyfire and Chet "The Jett" Jablonski                                   | 1           | 119            |
| 20   | The Bro Godz (Colton Cage and Dustin Jackson)                                | 3           | 118            |
| 21   | Mac Johnson and Seth Skyfire                                                 | 2           | 116            |
| 22   | The Paynethrillers (B.J. Payne and Scotty Sabre)                             | 3           | 110            |
| 23   | Walk on the Wylde side/Wylde and Reckless (Robbie Walker and Adam Wylde)     | 2           | 105            |
| 23   | War Machine (Big Jon and Eric Locker)                                        | 1           | 105            |
| 25   | The Untouchables(Deuce and Domino)                                           | 3           | 101            |
| 26   | The Disciples of Synn (Damian and Slash)                                     | 2           | 100            |
| 26   | Doug Basham and Damaja Basham                                                | 1           | 100            |
| 28   | The Top Guyz (Adam Slade and Kevin Giza)                                     | 2           | 99             |
| 29   | TerreMex (Randy Terrez and The Mexicutioner)                                 | 2           | 94             |
| 30   | Brent Albright and Chris Masters                                             | 1           | 91             |
| 31   | Jebediah Blackhawk and Cousin Otter                                          | 2           | 90             |
| 32   | Totally Awesome (Sucio and Kamikaze Kid)                                     | 3           | 84             |
| 33   | The Thrillseekers (Matt Cappotelli and Johnny Jeter)                         | 1           | 83             |
| 34   | Los Locos (Anarquia and Raul LaMotta)                                        | 2           | 81             |
| 34   | The Gutcheckers/New School (Alex Silva and Sam Shaw)                         | 2           | 81             |
| 36   | Flash Flanagan and B.J. Payne                                                | 1           | 78             |
| 37   | Scott Cardinal and Dirty Money                                               | 2           | 77             |
| 38   | Bolin Services (Rico Constantino and The Prototype)                          | 1           | 75             |
| 39   | OMG (Johnny Spade and Shiloh Jonze)                                          | 2           | 74             |
| 40   | Dylan Bostic and The Mexicutioner                                            | 1           | 70             |
| 40   | The Legacy of Brutality (Big Zo and Hy-Zaya)                                 | 1           | 70             |
| 40   | The Men of Iron (Rob Conway and Pat Buck)                                    | 1           | 70             |
| 43   | Band of Brothaz (General Pope and Private Anthony)                           | 1           | 67             |
| 44   | MNM(Joey Matthews and Johnny Nitro)                                          | 1           | 66             |
| 45   | The Disciples of Synn (Damian and B.J. Payne)                                | 2           | 65             |
| 45   | Bolin Services (Charles Evans and Justin LaRouche)                           | 1           | 65             |
| 47   | Cryme Tyme(Shad Gaspard and JTG)                                             | 2           | 63             |
| 47   | The Van Zandt Family Circus (Dapper Dan Van Zandt and The Ringmaster)        | 1           | 63             |
| 49   | The Fat and The Furious (Trailer Park Trash and Mr. Black)                   | 2           | 62             |
| 50   | The Fabulous Free Bodies (The Bodyguy and Big Jon)                           | 2           | 60             |
| 51   | The Skywalkers (Aaron Sky and Robbie Walker)                                 | 1           | 56             |
| 51   | Paul Burchill and Stu Sanders                                                | 1           | 56             |
| 51   | War Machine (Shiloh Jonze and Eric Locker)                                   | 1           | 56             |
| 54   | The James Boys (K.C. and Kassidy James)                                      | 4           | 54             |
| 55   | Big Smooth (Big Jon and Justin Smooth)                                       | 1           | 53             |
| 56   | Kasey James and Roadkill                                                     | 1           | 52             |
| 56   | The Legacy of Brutality (Ca$h Flo and Dapper Dan)                            | 1           | 52             |
| 58   | The A.P.A.(Bradshaw and Ron Simmons)                                         | 1           | 50             |
| 59   | APOC and Vaughn Lilas                                                        | 1           | 49             |
| 59   | Top Shelf Talent (JD Maverick and Pat Buck)                                  | 1           | 49             |
| 61   | Jebediah Blackhawk and Trailer Park Trash                                    | 1           | 48             |
| 62   | Big Men on Campus (Moose and Tilo)                                           | 1           | 45             |
| 63   | Bryan Cash and Juan Hurtado                                                  | 1           | 44             |
| 64   | Bolin Services (Mr. Black and Bull Buchanan)                                 | 1           | 43             |
| 65   | Colt Cabana and Shawn Spears                                                 | 1           | 42             |
| 65   | David Lee Lorenze III and Scott Cardinal                                     | 1           | 42             |
| 65   | Team Next Level (Devin Driscoll and Tony Gunn)                               | 1           | 42             |
| 68   | The Suicide Blondes (Derrick King and Jason Lee)                             | 2           | 41             |
| 69   | Bolin Services (Chris Cage and The Miz)                                      | 1           | 39             |
| 70   | Billy O and Kevin Giza                                                       | 1           | 38             |
| 70   | The Van Zandt Family Circus (Dapper Dan Van Zandt and Mad Man Pondo)         | 1           | 38             |
| 72   | The Disciples of Synn (Travis Bane and Seven)                                | 1           | 36             |
| 73   | Darriel Kelly and Josh Lowry                                                 | 1           | 35             |
| 73   | Silvi-O-livencia (Chris Silvio and Jamin Olivencia)                          | 1           | 35             |
| 75   | Nick Dinsmore and Flash Flanagan                                             | 1           | 31             |
| 76   | The Andretti Express (Guido and Vito Andretti)                               | 1           | 30             |
| 77   | Ryan Nemeth and Paredyse                                                     | 1           | 28             |
| 78   | Ryan Nemeth and Christopher Silvio                                           | 1           | 25             |
| 79   | T.J. Dalton and Jamin Olivencia                                              | 1           | 23             |
| 80   | Igotta Brewski and Fang                                                      | 1           | 21             |
| 80   | Terminal Velocity (Chet "The Jett" Jablonski and Steve Lewington)            | 1           | 21             |
| 82   | War Kings(Crimson and Jax Dane)                                              | 1           | 19+            |
| 83   | Bolin Services 2.0 (James Thomas & Rocco Bellagio)                           | 1           | 18             |
| 84   | Dave the Rave and Rip Rogers                                                 | 2           | 17             |
| 84   | Big Jon and Elijah Burke                                                     | 1           | 17             |
| 86   | Damaja and David C.                                                          | 2           | 16             |
| 87   | Colt Cabana                                                                  | 1           | 14             |
| 87   | Doug Basham and Flash Flanagan                                               | 1           | 14             |
| 87   | Steve Armstrong and Tracy Smothers                                           | 1           | 14             |
| 87   | The Insurgency (Ali and Omar Akbar)                                          | 1           | 14             |
| 87   | The Major Brothers(Brett and Brian Major)                                    | 1           | 14             |
| 92   | Benjamin Bray                                                                | 1           | 7              |
| 92   | Mike Mondo and Turcan Celik                                                  | 1           | 7              |
| 92   | The Mascagni Family (Jessie Godderz and Marcus Anthony)                      | 1           | 7              |
| 95   | CM Punk and Seth Skyfire                                                     | 1           | 5              |
| 96   | Adam Revolver and The Mexicutioner                                           | 1           | 4              |
| 96   | David Lee Lorenze III and Shiloh Jonze                                       | 1           | 4              |
| 96   | Loco-MG (Shiloh Jonze and Raul LaMotta)                                      | 1           | 4              |
| 99   | Juan Hurtado and Dave the Rave                                               | 1           | 3              |
| 100  | Colt Cabana and Charles Evans                                                | 1           | 0              |

### En Solo
| Rang | catcheurs                            | # de règnes | Jours combinés |
| ---- | ------------------------------------ | ----------- | -------------- |
| 1    | Adam Revolver                        | 8           | 506            |
| 2    | Ted McNaler                          | 5           | 373            |
| 3    | Tank Toland                          | 4           | 315            |
| 4    | Jason Lee                            | 5           | 314            |
| 5    | Shelton Benjamin                     | 4           | 310            |
| 6    | Sucio/Christopher Silvio             | 7           | 275            |
| 7    | Rob Conway                           | 11          | 269            |
| 8    | Flash Flanagan                       | 6           | 268            |
| 9    | Jessie Godderz                       | 5           | 265            |
| 10   | Rudy Switchblade                     | 4           | 258            |
| 11   | Trailer Park Trash                   | 6           | 255            |
| 12   | B.J. Payne                           | 6           | 253            |
| 13   | Ali Akbar/Mohamed Ali Vaez           | 3           | 241            |
| 14   | Seth Skyfire                         | 4           | 240            |
| 15   | Big Jon                              | 5           | 235            |
| 16   | Benny the Producer/Benjamin Bray     | 4           | 231            |
| 17   | Nick Dinsmore                        | 11          | 230            |
| 18   | Michael Hayes                        | 2           | 227            |
| 19   | Andrew the Director/Andrew LaCroix   | 3           | 224            |
| 20   | Shawn Spears                         | 3           | 210            |
| 21   | Randy Royal                          | 3           | 200            |
| 21   | Shane Andrews                        | 3           | 200            |
| 23   | Cousin Otter/Mr. Black               | 5           | 195            |
| 24   | Chad Toland                          | 1           | 183            |
| 25   | Redd Dogg                            | 1           | 175            |
| 26   | Chris Cage                           | 4           | 172            |
| 27   | The Mexicutioner                     | 4           | 168            |
| 27   | Cody Runnels                         | 2           | 168            |
| 29   | Damian                               | 4           | 165            |
| 29   | Rip Rogers                           | 3           | 165            |
| 31   | Robbie Walker                        | 3           | 161            |
| 31   | Eric Locker                          | 2           | 161            |
| 33   | Dapper Dan/Dapper Dan Van Zandt      | 3           | 153            |
| 34   | Fang/Raphael Constantine             | 3           | 152            |
| 35   | Aaron Stevens                        | 1           | 146            |
| 35   | Nova                                 | 1           | 146            |
| 37   | Crimson                              | 3           | 145+           |
| 38   | David C.                             | 4           | 141            |
| 39   | Chet Jablonski                       | 2           | 140            |
| 40   | Shiloh Jonze                         | 5           | 138            |
| 40   | Jebediah Blackhawk                   | 3           | 138            |
| 42   | Kevin Giza                           | 3           | 137            |
| 43   | Brock Lesnar                         | 3           | 135            |
| 44   | Reverend Stuart Miles                | 2           | 129            |
| 45   | Jason Wayne                          | 2           | 126            |
| 46   | Scott Cardinal                       | 3           | 119            |
| 46   | Pat Buck                             | 2           | 119            |
| 48   | Colton Cage                          | 3           | 118            |
| 48   | Dustin Jackson                       | 3           | 118            |
| 50   | Damaja                               | 3           | 116            |
| 50   | Mac Johnson                          | 2           | 116            |
| 52   | Kamikaze Kid/Paredyse                | 4           | 115            |
| 53   | Doug Basham                          | 2           | 114            |
| 54   | Scotty Sabre                         | 3           | 110            |
| 55   | David Lee Lorenze III/The Ringmaster | 3           | 109            |
| 56   | K.C. James                           | 5           | 106            |
| 57   | Adam Wylde                           | 2           | 105            |
| 58   | Deuce                                | 3           | 101            |
| 58   | Domino                               | 3           | 101            |
| 60   | Slash                                | 2           | 100            |
| 61   | Adam Slade                           | 2           | 99             |
| 62   | Randy Terrez                         | 2           | 94             |
| 63   | Brent Albright                       | 1           | 91             |
| 63   | Chris Masters                        | 1           | 91             |
| 65   | Raúl/Raul LaMotta                    | 3           | 85             |
| 66   | Elijah Burke/General Pope            | 2           | 84             |
| 67   | Johnny Jeter                         | 1           | 83             |
| 67   | Matt Cappotelli                      | 1           | 83             |
| 69   | Alex Silva                           | 2           | 81             |
| 69   | Anarquia                             | 2           | 81             |
| 69   | Sam Shaw                             | 2           | 81             |
| 72   | Dirty Money                          | 2           | 77             |
| 73   | Rico Constantino                     | 1           | 75             |
| 73   | The Prototype                        | 1           | 75             |
| 75   | Johnny Spade                         | 2           | 74             |
| 75   | Marcus Anthony                       | 2           | 74             |
| 77   | Big Zo                               | 1           | 70             |
| 77   | Dylan Bostic                         | 1           | 70             |
| 77   | Hy-Zaya                              | 1           | 70             |
| 80   | Joey Matthews                        | 1           | 66             |
| 80   | Johnny Nitro                         | 1           | 66             |
| 82   | Charles Evans                        | 2           | 65             |
| 82   | Justin LaRouche                      | 1           | 65             |
| 84   | James "Moose" Thomas                 | 2           | 63             |
| 84   | JTG                                  | 2           | 63             |
| 84   | Shad Gaspard                         | 2           | 63             |
| 87   | The Bodyguy                          | 2           | 60             |
| 88   | Jamin Olivencia                      | 2           | 58             |
| 89   | Colt Cabana                          | 2           | 56             |
| 89   | Aaron Sky                            | 1           | 56             |
| 89   | Paul Burchill                        | 1           | 56             |
| 89   | Stu Sanders                          | 1           | 56             |
| 93   | Kassidy James                        | 4           | 54             |
| 94   | Ryan Nemeth                          | 2           | 53             |
| 94   | Justin Smooth                        | 1           | 53             |
| 96   | Ca$h Flo                             | 1           | 52             |
| 96   | Roadkill                             | 1           | 52             |
| 98   | Bradshaw                             | 1           | 50             |
| 98   | Ron Simmons                          | 1           | 50             |
| 100  | APOC                                 | 1           | 49             |
| 100  | JD Maverick                          | 1           | 49             |
| 100  | Vaughn Lilas                         | 1           | 49             |
| 103  | Juan Hurtado                         | 2           | 47             |
| 104  | Rob Terry                            | 1           | 45             |
| 104  | Tilo                                 | 1           | 45             |
| 106  | Bryan Cash                           | 1           | 44             |
| 107  | Bull Buchanan                        | 1           | 43             |
| 108  | Devin Driscoll                       | 1           | 42             |
| 108  | Tony Gunn                            | 1           | 42             |
| 110  | Derrick King                         | 2           | 41             |
| 111  | The Miz                              | 1           | 39             |
| 112  | Billy O                              | 1           | 38             |
| 112  | Mad Man Pondo                        | 1           | 38             |
| 114  | Seven                                | 1           | 36             |
| 114  | Travis Bane                          | 1           | 36             |
| 116  | Darriel Kelly                        | 1           | 35             |
| 116  | Josh Lowry                           | 1           | 35             |
| 118  | Guido Andretti                       | 1           | 30             |
| 118  | Vito Andretti                        | 1           | 30             |
| 120  | T.J. Dalton                          | 1           | 23             |
| 121  | Igotta Brewski                       | 1           | 21             |
| 121  | Steve Lewington                      | 1           | 21             |
| 123  | Dave the Rave                        | 3           | 20             |
| 124  | Jax Dane                             | 1           | 19+            |
| 125  | Rocco Bellagio                       | 1           | 18             |
| 126  | Brett Major                          | 1           | 14             |
| 126  | Brian Major                          | 1           | 14             |
| 126  | Omar Akbar                           | 1           | 14             |
| 126  | Steve Armstrong                      | 1           | 14             |
| 126  | Tracy Smothers                       | 1           | 14             |
| 131  | Mike Mondo                           | 1           | 7              |
| 131  | Turcan Celik                         | 1           | 7              |
| 133  | CM Punk                              | 1           | 5              |